# 함대 목록
다음은 각 나라 별로 운용했거나 하고 있는 소함대 혹은 전단, 함대의 목록이다.

## 남아프리카 공화국
- 남아프리카 공화국 함대

## 독일
- 동양함대; 1890년 중반 ~ 1914년
- 대양함대; 1907년 ~ 1918년
- 아프리카 순양함대; 1885년 ~ 1893년, 슐레스비히홀슈타인주 킬에서 해산

## 만주
- 강방함대/강상군

## 미국

### 현존
- 제2함대
- 제3함대
- 제4함대
- 제5함대
- 제6함대
- 제7함대
- 제10함대
- 함대전력사령부
- 미국 태평양 함대
- 미국 예비함대
  - 제16함대/대서양 예비함대
    - 그린코브스프링스 예비함대
    - 뉴런던 예비함대
    - 보스턴 예비함대
    - 오렌지 예비함대
    - 윌밍턴 예비함대
    - 허드슨강 예비함대

  - 제19함대/태평양 예비함대
    - 아스토리아 예비함대
    - 스톡턴 예비함대
    - 헌터스포인트 예비함대

  - 제임스강 예비함대
  - 수순만 예비함대 - 캘리포니아주 베니시아
  - 보몬트 예비함대 - 텍사스주

### 과거
- 제1함대
- 제8함대
- 제9함대
- 제11함대
- 제12함대
- 대백색함대
- 미국 대서양 함대

## 러시아/소련
- 발트 함대
- 드네프로 소함대;
- 북극해 소함대; 1916년 7월 2일 ~ 1918년 3월
- 북방함대
- 볼가 소함대; ~ 1919년 7월 31일
- 볼가-카스피 소함대; 1919년 7월 31일 ~
- 블라디보스토크 순양함대; 1903년 4월 17일 ~ 1906년 3월 30일
- 아무르 소함대
- 아스트라한-카스피 소함대; 1918년 4월 ~ 1919년 7월 31일
- 제5작전전대/지중해 함대; 1963년 ~ 1993년; 2013년 ~
- 카스피 소함대
- 러시아 태평양 함대
- 흑해함대

## 사우디아라비아
- 서부함대/홍해 함대;
- 동부함대

## 스웨덴
- 해안함대; 1904년 ~ 2000년

## 스페인
- treasure fleet/서인도 함대
- 신스페인 함대
- 왕립갤리함대
- 무적함대
- 스페인 함대
- 잠수함 소함대

## 영국

### 잉글랜드
- 오항동맹 함대; 1260년 ~ 1588년
- 아일랜드 함대/아일랜드 전대; 1297년 ~ 1731년
- 서방함대/서방제독; 1294년 ~ 1412년
- 남방함대/남방제독; 1294년 ~ 1306년; 1325년 ~ 1326년
- 북방함대/북방제독; 1294년 ~ 1412년

### UK
- 제1함대; 1912년 7월 31일 ~ 1914년 12월
- 제2함대; 1912년 5월 1일 ~ 1914년 8월
- 제3함대; 1912년 5월 1일 ~ 1914년 8월
- 극동함대; 1952년 ~ 1971년, 함대 총사령관로 통합됨.
- 대서양 함대 (영국); 1909년 ~ 1914년; 1919년 ~ 1932년
- 대함대; 1914년 ~ 1919년
- 동양함대; 1941년 ~ 1944년 11월 22일, 동인도 함대로 개명됨.
- 동인도 함대; 1944년 11월 22일 ~ 1952년, 극동함대로 개명됨.
- 발트 함대; 1658년 ~ 1856년
- 본국함대; 1902년 ~ 1904년; 1907년 ~ 1914년; 1932년 ~ 1967년
- 서부함대; 1967년 6월 5일 ~ 1971년 11월, 함대총사령관로 통합됨.
- 수상소함대; 1990년 ~ 1992년
- 수상함대; 2001년 ~
- 예비함대; 1700년대 ~ 1960년
- 전투순양함 함대; 1915년 ~ 1919년
- 지중해 함대; 165년 9월 ~ 1967년 6월 5일
- 북해함대; 1745년 ~ 1815년
- 영국 태평양 함대; 1944년 ~ 1945년, 동양함대로
- 해협 함대; 1854년 ~ 1909년; 1914년 ~ 1915년
- 함대총사령관; 1971년 ~ 2012년 4월, 함대사령관로 재지정됨.
- 함대사령관; 2012년 4월 ~ 현재

## 오스트레일리아
- 오스트레일리아 함대

## 인도
- 동부함대
- 서부함대

## 인도네시아
- 제1함대
- 제2함대
- 제3함대

## 일본

### 일본군
- 제1함대
- 제2함대
- 제3함대
- 제4함대
- 제5함대
- 제6함대
- 제7함대
- 제8함대
- 제9함대
- 제10방면함대
- 항공함대
  - 제1항공함대
  - 제2항공함대
  - 제3항공함대
  - 제5항공함대
  - 제10항공함대
  - 제11항공함대
  - 제12항공함대
  - 제13항공함대
  - 제14항공함대

### 자위대
- 자위함대; 1954년 7월 1일 ~ 현재
- 호위함대; 1961년 9월 1일 ~ 현재

## 중국

### 청나라
- 광동함대; 1875년 ~ 1909년, 순양함대와 장강함대로 정리됨.
- 남양함대; 1875년 ~ 1909년, 순양함대와 장강함대로 정리됨.
- 복건함대; 1860년대 ~ 1909년, 순양함대와 장강함대로 정리됨.
- 북양함대; 1871년 ~ 1909년, 순양함대와 장강함대로 정리됨.
- 순양함대; 1909년 ~ ?
- 장강함대; 1909년 ~ ?

### 중국 인민공화국
- 동해함대; 1949년 4월 23일 ~
- 남해함대; 1949년 11월 ~
- 북해함대; 1949년 9월 ~

## 캐나다
- 캐나다 대서양 함대/대서양 해양부대 (MARLANT); 19010년 ~ 현재
- 캐나다 태평양 함대/태평양 해양부대 (MARPAC); 1910년 ~ 현재

## 프랑스
- 지중해 함대/지중해 총사령관; 1899년 1월 ~ ?

## 한국

### 대한민국
- 제1함대; 1946년 8월 22일 ~ 현재
- 제2함대; 1946년 4월 15일 ~ 1950년 6월; 1950년 9월 ~ 현재
- 제3함대; 1946년 9월 24일 ~ 현재

### 조선민주주의인민공화국
- 동해함대
- 서해함대

## 같이 보기
- 전단 목록